# Cerrillos (departement)
Cerrillos is een departement in de Argentijnse provincie Salta. Het departement (Spaans:  departamento) heeft een oppervlakte van 640 km² en telt 26.320 inwoners.

## Plaatsen in departement Cerrillos
- Cerrillos
- La Merced
- San Agustín
- Sumalao
- Villas Los Alamos